# Gleditsia saxatilis
Gleditsia saxatilis — вид квіткових рослин з родини бобових (Fabaceae). Поширення: Китай (Гуансі).
Новий вид був знайдений у вапнякових районах Гуансі, Китай. Морфологічний та філогенетичний аналізи показали, що G. saxatilis подібний до G. sinensis, але відрізняється своєю неопадаючою формою, тим, що зимові бруньки кулясті або майже кулясті, верхівка кругла, черешки від майже голих до голих, листочки 2–4 пари, шкірясті, з обох боків голі, суцвіття коротші, 2,5–7 см завдовжки, зав'язь гола, біб злегка серпоподібний, ніжка 3–8 мм завдовжки.